# 盧霍維齊區

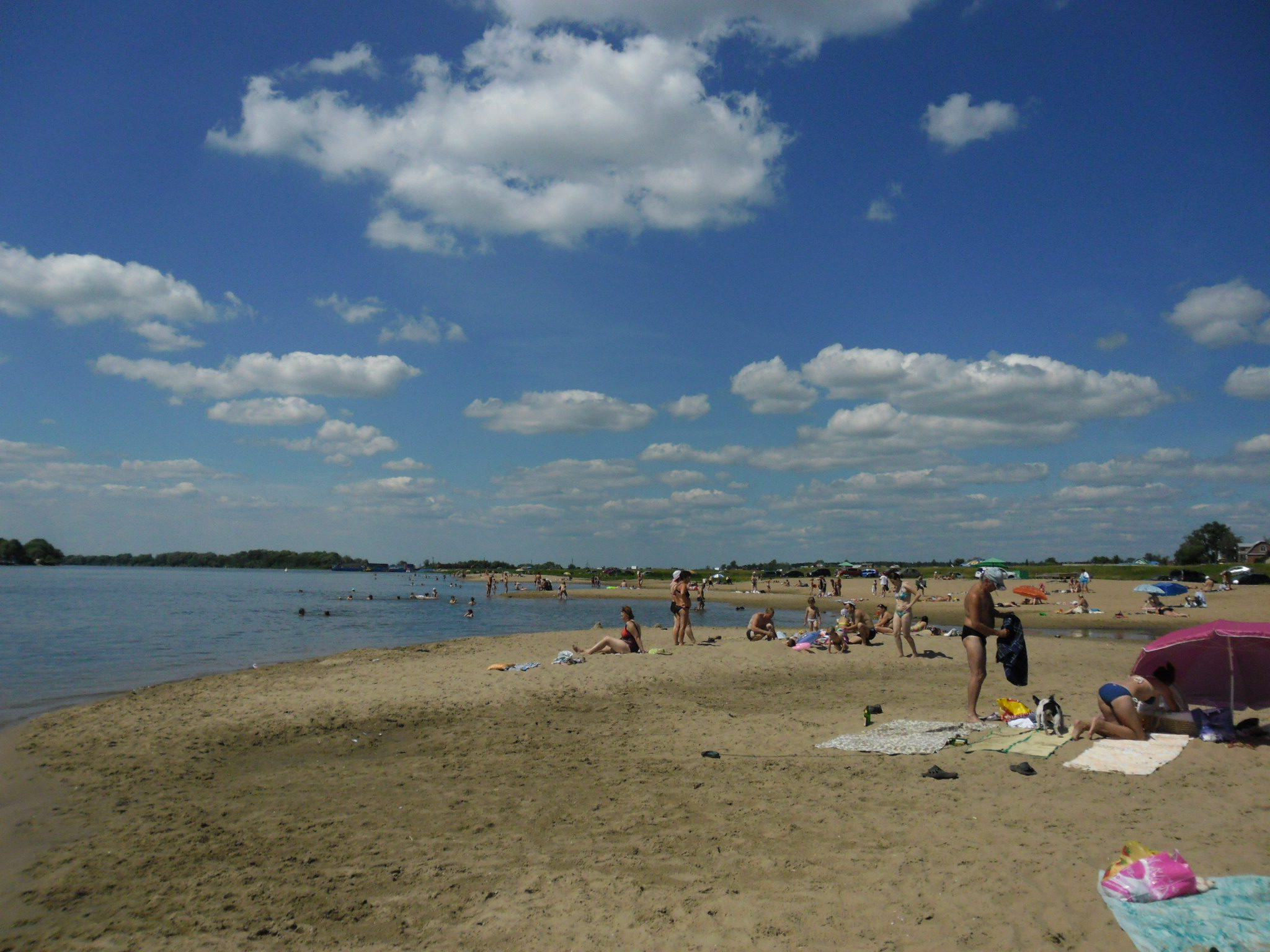

54°59′N 39°02′E / 54.983°N 39.033°E
盧霍維齊區（俄语：Луховицкий район），是俄羅斯的一個區，位於該國西部，由莫斯科州負責管轄，面積1,340.52平方公里，2010年該區人口58,802，人口密度每平方公里43.87人。